# Albinița, Anenii Noi
Albinița este o localitate din componența orașului Anenii Noi din raionul Anenii Noi, Republica Moldova.

## Demografie

### Structura etnică
Conform recensământului din 2004, populația numără 370 de oameni, dintre care 181 bărbați și 189 femei. Repartizarea pe naționalități este următoarea:
| Grup etnic                    | Populație | % Procentaj |
| ----------------------------- | --------- | ----------- |
| Băștinași declarați Moldoveni | 198       | 53,51%      |
| Ucraineni                     | 84        | 22,70%      |
| Ruși                          | 73        | 19,73%      |
| Bulgari                       | 8         | 2,16%       |
| Alții                         | 7         | 1,89%       |
| Total                         | 370       |             |